# Scymnus jacobianus
Scymnus jacobianus är en skalbaggsart som beskrevs av Thomas Casey 1899. Scymnus jacobianus ingår i släktet Scymnus och familjen nyckelpigor. Inga underarter finns listade i Catalogue of Life.